# 水運車
水運車（すいうんしゃ）とは、貨車の一種である。種別記号はミズ（水）の「ミ」。

## 概要
1953年（昭和28年）4月8日の車両称号規程改正（総裁達第225号）時に従来の水槽車より名称が変更された。
蒸気機関車の運転においてはボイラーの目詰まりによる機関車故障を防ぐために不純物のない水が必要となるため、水質の悪い地域にある機関区へはこの水運車を使って水を輸送していた。
大半の車が用途廃止（廃車）となった蒸気機関車の炭水車を最小限の改造にて済ませ転用した。さらに水運車として新規製作された車の形状はタンク車と似たような形状で、タンク型の荷台が付いている。
全車が専属貨車として運用され、常備駅が定められた。
無煙化による蒸気機関車の全廃後は主たる用途を失い、1977年（昭和52年）の時点でミム100形26両を残すのみとなったが、これも国鉄分割民営化を目前に控えた1986年（昭和61年）に形式消滅し、水運車はJRに引き継がれることなく全廃となった。
水運車の変わった利用として、昭和53-54年福岡市渇水の際に運行されたいわゆる「水列車」がある。九州内の蒸気機関車は1975年（昭和50年）3月に廃止されていたが、残っていた水運車を活用した数両編成の列車が仕立てられ、大分などから当時の福岡港駅へ水を運んだ。

## 形式
- ミ1形
5両（ミ1 - ミ5）が在籍した。1953年（昭和28年）度消滅。
- ミ10形
109両（ミ10 - ミ27、ミ29 - 119ミ）が在籍した。1963年（昭和38年）度消滅。
- フミ30形（樺太にて運用）
2両（フミ30、フミ32）が在籍した。1945年（昭和20年）度消滅。
- ミ150形
2両（ミ150、ミ151）が在籍した。1939年（昭和14年）度消滅。
- ミ160形
1両（ミ160）が在籍した。1939年（昭和14年）度消滅。
- ミ170形
23両（ミ170 - ミ176、ミ180 - ミ195）が在籍した。1956年（昭和31年）度消滅。
- ミ200形
13両（ミ200 - ミ212）が在籍した。1963年（昭和43年）度消滅。
- ミ230形
3両（ミ230 - ミ232）が在籍した。1939年（昭和14年）度消滅。
- ミ240形
1両（ミ240）が在籍した。1956年（昭和31年）度消滅。
- ミ250形
5両（ミ250 - ミ254）が在籍した。1953年（昭和28年）度消滅。
- ミ300形
3両（ミ300 - ミ302）が在籍した。1955年（昭和30年）度消滅。
- ミ350形
31両?（ミ350 - ミ380?）が在籍した。1963年（昭和38年）度消滅。
- ミ500形
1両（ミ500）が在籍した。1953年（昭和28年）度消滅。
- ミ600形
15両（ミ600 - ミ614）が在籍した。1957年（昭和32年）度消滅。
- ミム1形
6両（ミム1 - ミム6）が在籍した。1951年（昭和26年）度消滅。
- ミム30形
1両（ミム30）が在籍した。1934年（昭和9年）度消滅。
- ミム100形
105両（ミム100 - ミム204）が在籍した。1986年（昭和61年）度消滅。
- ミラ10形
5両（ミラ10 - ミラ14）が在籍した。1957年（昭和32年）度消滅。
- ミキ1形
4両（ミキ1 - ミキ4）が在籍した。1952年（昭和27年）度消滅。
- ミキ20形
3両（ミキ20 - ミキ22）が在籍した。1968年（昭和43年）度消滅。